# ふじ2号
ふじ2号（Fuji-OSCAR 20、JAS-1b/FO-20(Japan Amateur Satellite)）は、1990年2月7日に種子島宇宙センター(TNSC)から打ち上げられた人工衛星である。ふじ1号の機能を継承するアマチュア衛星で、当初はJAS-1のエンジニアリングモデルとして製作された機体を再整備のうえ打ち上げたもの。本衛星は海洋観測衛星1号‐b(MOS-1b)「もも1号b」打ち上げ時のピギーバック衛星として、伸展展開機能実験ペイロード(DEBUT)と同時に打ち上げられている。

## 衛星の概要
- 開発・運用機関：日本アマチュア無線連盟(JARL)
- 形状：47 x 44 x 44cm 長球形
- 打ち上げ機関：宇宙開発事業団(NASDA)（現 宇宙航空研究開発機構(JAXA)）
- 呼び出し符号：アマチュア衛星局8J1JBSとして免許付与。運用開始。
- ミッション系諸元：アップリンク回線145MHz帯、ダウンリンク回線435MHz帯（Jモード）。 CW・PSKビーコン周波数435.795MHz（衛星管理の都合で切り替え可能）、送信電力1W。デジタル系中継器（電子掲示板、電子メール）アップリンク周波数145.85、.87、.89、.91MHz(AFSK)、ダウンリンク周波数435.91MHz(AFSK) （JDモード）。データ通信速度1,200bps。
- 通信機能：音声および電信信号の中継、デジタルパケット信号の中継。
- 経緯：1997年段階の受信状況は、CWテレメトリ信号が、本来3桁の数字を送出するはずが、3個の長音となった。2000年アナログ系の送信機が短時間停止する現象が発生。停止する時間帯が日陰時や日陰明けであることから、衛星の蓄電池を保護するためのUVC(Under　Voltage　Controller)機能が動作していると予想された。2005年段階での受信状況は、太陽活動の影響による宇宙放射線の影響を受けたと推測される原因で、アナログのCWビーコンからデジタルモードに切り替わりPSKビーコンが発射された。2008年4月末にて一応の運用終了とされたが、日照の状態などの要因で、ごくまれに送信がされる可能性があり、アマチュア衛星局8J1JBS免許は当面継続。